# Konzerte in Knebworth

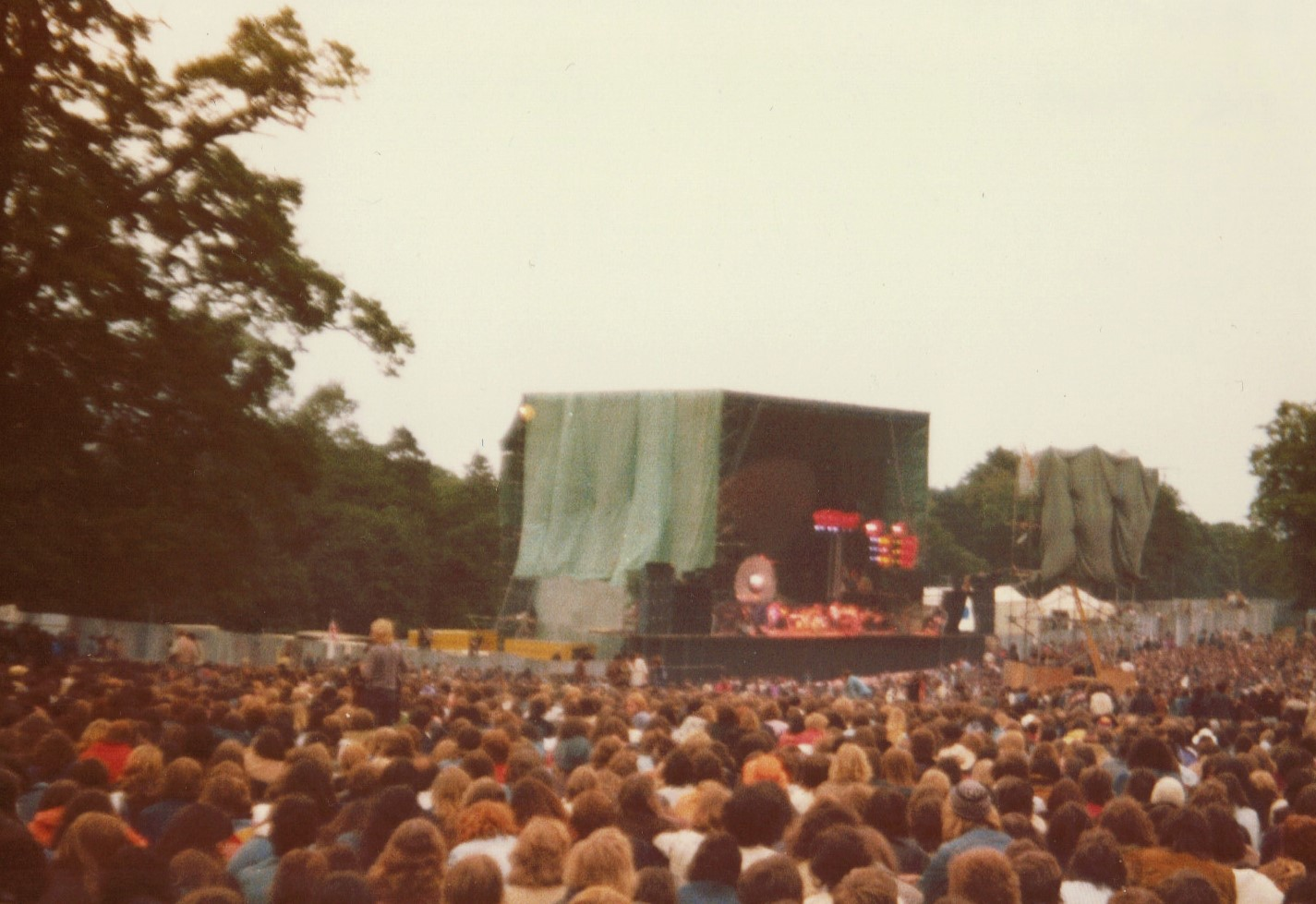
Pink Floyd in Knebworth (1975)

Knebworth ist der Schauplatz regelmäßig stattfindender Open-Air-Konzerte der Rock- und Popmusik. Sie werden unter wechselnden Bezeichnungen in der Parkanlage des Landhauses Knebworth House durchgeführt, nahe dem Dorf Knebworth in der englischen Grafschaft Hertfordshire. Das ca. 4 km südlich von Stevenage gelegene Gelände ist für eine Kapazität von bis zu 125.000 Zuschauern ausgelegt.
Das erste Konzert in Knebworth mit der Allman Brothers Band im Jahr 1974 zog über 60.000 Besucher an. Es folgten zahlreiche international bekannte Bands und Interpreten, darunter Pink Floyd, The Rolling Stones, Genesis, Frank Zappa, Led Zeppelin, Mike Oldfield, Cliff Richard, Deep Purple, Queen, Status Quo, Paul McCartney, Eric Clapton, Elton John, Phil Collins, Robert Plant, Dire Straits, Oasis, Robbie Williams, Metallica und Red Hot Chili Peppers.

## Liste der Konzerte
| Datum           | Name der Veranstaltung                   | Künstler | Zuschauer |
| --------------- | ---------------------------------------- | --- | --------- |
| 20. Juli 1974   | The Bucolic Frolic                       | The Allman Brothers Band, The Doobie Brothers, Mahavishnu Orchestra, Alex Harvey, Van Morrison, Tim Buckley                                                                                 | 060.000   |
| 5. Juli 1975    | Knebworth Festival                       | Pink Floyd, Captain Beefheart, Linda Lewis, Monty Python, Steve Miller Band, Roy Harper | 100.000   |
| 21. Aug. 1976   | Knebworth Fair                           | 10cc, Hot Tuna, Lynyrd Skynyrd, The Don Harrison Band, The Rolling Stones, Todd Rundgren | 120.000   |
| 24. Juni 1978   | A Midsummer Night’s Dream                | Atlanta Rhythm Section, Brand X, Devo, Genesis, Jefferson Starship, Tom Petty, Roy Harper                                                                                                   | 060.000   |
| 9. Sep. 1978    | Oh God Not Another Boring Old Knebworth! | Dave Edmunds, Frank Zappa, Nick Lowe, Peter Gabriel, The Boomtown Rats, The Tubes, Wilko Johnson’s Solid Senders                                                                            | 045.000   |
| 4. Aug. 1979    | Knebworth Festival                       | Chas & Dave, Commander Cody, Fairport Convention, Led Zeppelin, Marshall Tucker Band, Southside Johnny, Todd Rundgren                                                                       | 109.000   |
| 11. Aug. 1979   | Knebworth Festival                       | Chas & Dave, Commander Cody, Led Zeppelin, The New Barbarians, Marshall Tucker Band, Southside Johnny, Todd Rundgren                                                                        | 060.000   |
| 21. Juni 1980   | Knebworth Festival                       | Elkie Brooks, Lindisfarne, Mike Oldfield, The Beach Boys, The Blues Band, Santana | 045.000   |
| 25. Juli 1981   | Capital Jazz Festival                    | B. B. King, Benny Goodman, Chuck Berry, Dizzy Gillespie, Ella Fitzgerald, Jimmy Cliff, Lionel Hampton, Muddy Waters, Sarah Vaughan                                                          | 050.000   |
| 27. Aug. 1982   | Greenbelt Festival                       | Servant, Noel Paul Stookey, Andy Pratt, Resurrection Band, Talking Drums, Jeff Hammer | 065.000   |
| 26. Aug. 1983   | Greenbelt Festival                       | Cliff Richard, George Hamilton IV., Martyn Joseph, Jerusalem, Randy Stonehill, Sheila Walsh, Jessy Dixon, Might Clouds of Joy, 100% Proof, Mark Williamson, Garth Hewitt                    | 065.000   |
| 22. Juni 1985   | The Return of the Knebworth Fair         | Alaska, Blackfoot, Deep Purple, Mama's Boys, Meat Loaf, Mountain, Scorpions, UFO | 080.000   |
| 9. Aug. 1986    | A Night of Summer Magic                  | Queen, Status Quo, Big Country, Belouis Some | 120.000   |
| 30. Juni 1990   | The Silver Clef Award Winners Concert    | Cliff Richard & The Shadows, Dire Straits, Elton John, Eric Clapton, Phil Collins & Genesis, Paul McCartney, Pink Floyd, Robert Plant & Jimmy Page, Status Quo, Tears for Fears             | 120.000   |
| 2. Aug. 1992    | Genesis at Knebworth                     | Genesis, Lisa Stansfield, The Saw Doctors | 090.000   |
| 10. Aug. 1996   | Oasis                                    | Oasis, Ocean Colour Scene, Manic Street Preachers, The Bootleg Beatles, The Chemical Brothers, The Prodigy                                                                                  | 125.000   |
| 11. Aug. 1996   | Oasis                                    | Oasis, Cast, Dreadzone, Kula Shaker, Manic Street Preachers, The Charlatans | 125.000   |
| 11. Aug. 2001   | Ministry @ Knebworth                     | Bent, Jamiroquai, Lo Fidelity Allstars | 035.000   |
| 1.–3. Aug. 2003 | Live at Knebworth                        | Ash, Kelly Osbourne, Moby, Robbie Williams, The Darkness | 125.000   |
| 30. Juni 2007   | Wild in the Country                      | 2ManyDJs, Erol Alkan, Hot Chip, Justice, Sasha & John Digweed, Simian Mobile Disco, Tiga, Underworld                                                                                        |           |
| 1. Aug. 2009    | Sonisphere Festival                      | Airbourne, Alien Ant Farm, Anthrax, Björn Again, Bullet for My Valentine, Heaven & Hell, Linkin Park, Skindred, SOiL, Taking Back Sunday, The Used                                          | 050.000   |
| 30. Juli 2010   | Sonisphere Festival                      | 65daysofstatic, Alice Cooper, Delain, Europe, Gary Numan, Terrorvision, Turisas | 050.000   |
| 31. Juli 2010   | Sonisphere Festival                      | Anthrax, Apocalyptica, Corey Taylor, Family Force 5, Fear Factory, Gallows, Lacuna Coil, Mötley Crüe, Papa Roach, Placebo, Rammstein, Sabaton, Skunk Anansie, Soulfly, Therapy?             | 050.000   |
| 1. Aug. 2010    | Sonisphere Festival                      | Alice in Chains, Bring Me the Horizon, CKY, The Cult, Dir En Grey, Fightstar, Funeral for a Friend, Henry Rollins, Iggy & The Stooges, Iron Maiden, Madina Lake, Pendulum, Skindred, Slayer | 050.000   |
| 8. Juli 2011    | Sonisphere Festival                      | Anthrax, Diamond Head, Megadeth, Metallica, Slayer | 050.000   |
| 9. Juli 2011    | Sonisphere Festival                      | Architects, Bad Religion, Biffy Clyro, Cavalera Conspiracy, Sylosis, You Me at Six, Weezer                                                                                                  | 050.000   |
| 10. Juli 2011   | Sonisphere Festival                      | Arch Enemy, Limp Bizkit, Mastodon, Motörhead, Parkway Drive, Slipknot, Volbeat | 050.000   |
| 23. Juni 2012   | Red Hot Chili Peppers                    | Red Hot Chili Peppers, Dizzee Rascal, The Wombats, Reverend and the Makers | 050.000   |
| 2. Aug. 2013    | Eastern Electrics Festival               | über 100 verschiedene DJs | 012.000   |
| 4. Juni 2014    | Sonisphere Festival                      | Metallica, Iron Maiden, The Prodigy | 050.000   |
| 3. Juni 2022    | Liam Gallagher                           | Liam Gallagher, Kasabian, Paolo Nutini, Amyl and the Sniffers, Pastel, Abbie McCarthy | 085.000   |
| 4. Juni 2022    | Liam Gallagher                           | Liam Gallagher, Kasabian, Michael Kiwanuka, Fat White Family, Goat Girl, Jack Saunders | 085.000   |